# Кайо сангё
Кайо сангё (会宝産業株式会社 Кайо Сангё Кабусики-гайся) — международная компания, которая ведет бизнес в сфере автомобильной переработки. Основной офис располагается в городе Канадзава, префектура Исикава, Япония.

## Обзор
Компания Кайо сангё крупнейший экспортер б/у автозапчастей в Японии по данным 2010 года. Компания была основана Норихико Кондо в 1969 году, первое наименование — Kondo Automobile Company Inc. В феврале 1992 года компания была переименована в «Кайо сангё». С апреля 2015 года председателем компании является Такаюки Кондо, сын Норихико Кондо.

## История
В 1969 году Норихико Кондо основал автомобильную компанию Кондо в городе Канадзава. Первоначально компания специализировалась на разборке автомобилей и продаже стали, алюминия и скрапа. Поворотный момент в истории компании наступил в 1991 году, когда было продано 20 тонн б/у двигателей в Кувейт. В 1992 году Кондо переименовал компанию в «Кайо сангё» и изменил направление бизнеса с простой переработки автолома на продажу б/у автозапчастей за границу.
Производственный　объём в 2011 году составил 1200 автомобилей в месяц, экспорт составил более 20 тысяч двигателей ежегодно. Компания экспортирует в 74 страны и имеет совместные предприятия в Таиланде, Кении, Нигерии, Гане и Сингапуре. Годовой доход значительно увеличился с 715 миллионов йен в 2013 году до 2,1 миллиарда йен в 2008 году. Кайо сангё начинает инвестировать в бизнес по защите окружающей среды и добивается выского качества к началу 2000-х. Министерство экономики, торговли и промышленности Японии наградило IT отдел Кайо сангё в номинации среди малого и среднего бизнеса в 2008 году.
Компания Кайо сангё основала Re-Use Motorization Alliance (RUM Alliance; альянс компаний, заинтересованных в автомобильной переработке и защите окружающей среды) в апреле 2003 года и Международный образовательный Центр (International Recycling Education Center — IREC) в апреле 2007 года. Компания разработала стандарт для оценки качества б/у двигателей для экспорта, назвав его «японским стандартом повторного использования» (the Japan Reuse Standard — JRS). В соответствии с этим стандартом двигатель оценивается по 5 параметрам, включающим компрессию, перегрев и пробег.
В феврале 2013 года Кайо сангё подтвердила свой стандарт в Британском институте стандартов и присвоила ему название PAS777（ Publicly Available Specification　—　общедоступная спецификация).
По состоянию на 2016 год компания создает завод по автопереработке в Бразилии, город Минас-Жерайс при сотрудничестве с Федеральным Центром Технического Образования Минас-Жерайс.

## Хронология
- Май 1969 — Основание Автомобильной Компании Кондо
- Февраль 1992 — компания переименована в Корпорация Кайо сангё
- Февраль 2002 — получен сертификат ISO14001
- Февраль 2003 — создание некоммерческого альянса RUM[11]
- Март 2005 — получен сертификат ISO9001
- январь 2006 — получена награда префектуры Исикава «Ведущая компания в своей сфере»[12]
- Сентябрь 2006 — компания вошла в ТОП 100 компаний с IT-управлением в Японии[13]
- Декабрь 2007 — капитал вырос с 20 000 000 йен до 57 000 000
- Февраль 2008 — награда в номинации «Малые и средние компании с IT управлением Японии»[14]
- Июль 2008 — Основание совместного предприятия в Таиланде[15]
- Март 2009 — награда в номинации «ТОР 300 компаний Японии с высоким сервисом»[16]
- Июнь 2009 — основание совместного предприятия в Кении[17]
- Май 2010 — основание совместного предприятия в Сингапуре[18]
- Август 2011 — основание совместного предприятия в Нигерии[19][20]
- Сентябрь 2011 — основание совместного предприятия в Гане.
- Ноябрь 2011 — награда за 3-е место в номинации «Поставщик „Алибаба“ в Японии»[21]
- Февраль 2012 — Первая компания, уполномоченная Японским агентством по международному сотрудничеству на исследования в Нигерии[22]
- Ноябрь 2013 — полуфиналист в 13-м награждении «Предприниматель года» в Японии[23]
- Июнь 2014 — награда в номинации «Выдающийся общественный помощник» — церемония награждений «Лучшая компания 2014 года»[24]
- Июль 2014 — основание филиала компании в ОАЭ[25][26]